# Georges François Léopold Menu
Georges François Léopold Menu, né à Witry-lès-Reims le 22 janvier 1845 et mort à Paris le 26 février 1886, est un artiste de l’Opéra de Paris.
Il tint avec distinction, de mars 1873 à septembre 1880, l’emploi de première basse au Grand-Opéra.  Menu a fait, à Reims, partie du chœur de la Cathédrale et de l’Orphéon des Enfants de Saint-Remi ; c’est là que se développèrent son organe et ses heureuses dispositions artistiques.
Pendant son séjour à l’Académie de musique, où il débuta, dans Marcel, des Huguenots, Menu fit quatre créations : Albin, de Polyeucte, Jacques, de Jeanne d’Arc, Indra, dans Le Roi de Lahore et le Roi, d’Aïda.
Il a repris, en outre, Bertram, de Robert le Diable, Zacharie, du Prophète, l’Inquisiteur, de l’Africaine, le Roi, d’Hamlet, Balthasar, de la Favorite, et Walter, de Guillaume Tell.